# 2018年メキシコグランプリ
2018年メキシコグランプリ（2018 Mexican Grand Prix）は、2018年のF1世界選手権第19戦として、2018年10月28日にエルマノス・ロドリゲス・サーキットで開催された。
正式名称は「FORMULA 1 GRAN PREMIO DE MÉXICO 2018」。

## レース前
本レースでピレリが供給するドライタイヤのコンパウンドは、スーパーソフト、ウルトラソフト、ハイパーソフトの3種類。
FIAは、メルセデスの新形状のリアホイールを合法と認めた。フェラーリがホイールのリムとハブの設計について前戦アメリカGPのレース終了後に抗議する構えを見せたため、同GPはリアホイールの設計を一部修正したものを使用していた。
ルイス・ハミルトンのドライバーズチャンピオン獲得条件
ハミルトンはランキング2位のセバスチャン・ベッテルに70点の差を付けており、本レースで以下の条件のいずれかをクリアした場合、2年連続5回目のチャンピオンが決定する。そのため、ハミルトンの順位次第という条件付きではあるがベッテルは優勝することがチャンピオンの可能性を残す唯一の手段となる。
1. ハミルトンが7位以上 - ベッテルの順位に関係なくチャンピオン決定
2. ハミルトンが8位以下 - ベッテルが2位以下

メルセデスのコンストラクターズチャンピオン獲得条件
メルセデスは本レースでフェラーリに20ポイント以上差を付けた場合、5年連続5回目のコンストラクターズチャンピオンが決定する。

## フリー走行
ホンダは、高地のメキシコシティに向けて「スペック2」へ戻すことを決定。ブレンドン・ハートレイはFP1からスペック2を投入し、ピエール・ガスリーについてはFP1で一旦スペック3の新しいエレメントを投入し、FP2でスペック2に載せ替えることを決めた。ホンダの田辺豊治テクニカルディレクターは、「(ガスリーのスペック3に)組み立て品質上の懸念が確認されたため」と述べている。これによりガスリーはFP1を走行できず、規定により最後尾グリッドへの降格が決まった。

## 予選
2018年10月27日 13:00 CDT(UTC-5) 曇(ドライ)
ダニエル・リカルドがチームメイトのマックス・フェルスタッペンを抑えて今季2度目のポールポジションを獲得した。フェルスタッペンも2番手に続き、レッドブル勢が今季初となるフロントローを独占した。チャンピオン獲得がかかっているルイス・ハミルトンは3番手、セバスチャン・ベッテルは4番手と2列目を占めた。

### 結果
| Pos.                | No. | ドライバー                 | コンストラクター                | Q1       | Q2       | Q3       | Grid |
| ------------------- | --- | -------------------------- | ------------------------------- | -------- | -------- | -------- | ---- |
| 1                   | 3   | ダニエル・リカルド         | レッドブル-タグ・ホイヤー       | 1:15.866 | 1:15.845 | 1:14.759 | 1    |
| 2                   | 33  | マックス・フェルスタッペン | レッドブル-タグ・ホイヤー       | 1:15.756 | 1:15.640 | 1:14.785 | 2    |
| 3                   | 44  | ルイス・ハミルトン         | メルセデス                      | 1:15.673 | 1:15.644 | 1:14.894 | 3    |
| 4                   | 5   | セバスチャン・ベッテル     | フェラーリ                      | 1:16.089 | 1:15.715 | 1:14.970 | 4    |
| 5                   | 77  | バルテリ・ボッタス         | メルセデス                      | 1:15.580 | 1:15.923 | 1:15.160 | 5    |
| 6                   | 7   | キミ・ライコネン           | フェラーリ                      | 1:16.446 | 1:15.996 | 1:15.330 | 6    |
| 7                   | 27  | ニコ・ヒュルケンベルグ     | ルノー                          | 1:16.498 | 1:16.126 | 1:15.827 | 7    |
| 8                   | 55  | カルロス・サインツ         | ルノー                          | 1:16.813 | 1:16.188 | 1:16.084 | 8    |
| 9                   | 16  | シャルル・ルクレール       | ザウバー-フェラーリ             | 1:16.862 | 1:16.320 | 1:16.189 | 9    |
| 10                  | 9   | マーカス・エリクソン       | ザウバー-フェラーリ             | 1:16.701 | 1:16.633 | 1:16.513 | 10   |
| 11                  | 31  | エステバン・オコン         | フォース・インディア-メルセデス | 1:16.252 | 1:16.844 |          | 11   |
| 12                  | 14  | フェルナンド・アロンソ     | マクラーレン-ルノー             | 1:16.857 | 1:16.871 |          | 12   |
| 13                  | 11  | セルジオ・ペレス           | フォース・インディア-メルセデス | 1:16.242 | 1:17.167 |          | 13   |
| 14                  | 28  | ブレンドン・ハートレイ     | トロ・ロッソ-ホンダ             | 1:16.682 | 1:17.184 |          | 14   |
| 15                  | 10  | ピエール・ガスリー         | トロ・ロッソ-ホンダ             | 1:16.828 | No Time  |          | 20 1 |
| 16                  | 8   | ロマン・グロージャン       | ハース-フェラーリ               | 1:16.911 |          |          | 18 2 |
| 17                  | 2   | ストフェル・バンドーン     | マクラーレン-ルノー             | 1:16.966 |          |          | 15   |
| 18                  | 20  | ケビン・マグヌッセン       | ハース-フェラーリ               | 1:17.599 |          |          | 16   |
| 19                  | 18  | ランス・ストロール         | ウィリアムズ-メルセデス         | 1:17.689 |          |          | 17   |
| 20                  | 35  | セルゲイ・シロトキン       | ウィリアムズ-メルセデス         | 1:17.886 |          |          | 19   |
| 107% time: 1:20.870 |     |                            |                                 |          |          |          |      |
| ソース:             |     |                            |                                 |          |          |          |      |

追記
- ^1 - ガスリーは以下のペナルティを受けた。
  - FP1で規定を超えるパワーユニット交換(8基目のエンジン(ICE)、ターボチャージャー(TC)、MGU-H)を行ったため15グリッド降格[11][8]
  - FP3で6戦以内のギアボックス交換を行ったため5グリッド降格[12][13]
- ^2 - グロージャンは前戦アメリカGPの決勝での接触により3グリッド降格[14][15]

## 決勝
2018年10月28日 13:10 CST(UTC-6) 曇(ドライ)
マックス・フェルスタッペンが2年連続でメキシコGPを制した。ルイス・ハミルトンは4位に終わったものの、2年連続5回目のドライバーズチャンピオンが決定した。一方でセバスチャン・ベッテルは2位でフィニッシュとなり優勝して一矢報いることはできなかった。また、キミ・ライコネンが3位、バルテリ・ボッタスが5位となった。ただ、フェラーリ勢がメルセデス勢より前でフィニッシュしたため、メルセデスのコンストラクターズチャンピオンは次戦ブラジルGPへ持ち越しとなった。ポールポジションのダニエル・リカルドは2位走行中にパワーユニットのトラブルでリタイア、地元出身のセルジオ・ペレスはブレーキのトラブルでリタイアとなった。パワーユニットの交換で最後尾からスタートしたピエール・ガスリーは10位入賞を果たし、チームメイトのブレンドン・ハートレイはエステバン・オコンとの接触で5秒ペナルティを科せられ、12位から14位に降格した。

### 展開
スタートで3番グリッドのハミルトンが好加速を見せ、グリッド1列目のレッドブル勢の真ん中に飛び込んでリカルドの前に出る。フェルスタッペンはそのままイン側をキープして首位を奪い、ハミルトンは2番手、リカルドは3番手でターン1へ飛び込んでいく。その後ろではベッテルとボッタスが競り合いを続け、ターン5でボッタスがアウト側に押し出されベッテルが前に出る。その後方ではターン3で多重接触が起こり、ハートレーに押されたエステバン・オコン（フォース・インディア）がシャルル・ルクレール（ザウバー）に追突してフロントウイングを損傷してピットイン。一方でフェルナンド・アロンソ（マクラーレン）はこれを避けるためコースオフするが、その際追突で撒かれたデブリと接触してしまい、4周目に白煙を上げマシンを停めることになった。また、ハートレーも1周目にピットインを強いられウルトラソフトに交換する。
アロンソのリタイアの影響でバーチャルセーフティカー（VSC）が出されるが5周目には解除された。ガスリーはVSCに合わせピットインしハイパーソフトを捨ててスーパーソフトに履き替える。
11周目にはハミルトンとボッタスがダブルピットインをすると、12周目にはリカルド、13周目にはフェルスタッペンがピットインしてスーパーソフトに交換。フェラーリ勢だけがウルトラソフトのまま引っ張るが、17周目にようやく2台ともにピットイン。ライコネンはその周にハミルトンに抜かれ、ピットストップ1回分のギャップを付けられてしまう。
この時点ではフェルスタッペン-ハミルトン-リカルド-ベッテル-ボッタス-ライコネンの順となった。
入賞圏内はセルジオ・ペレス（フォース・インディア）がスーパーソフトのままステイアウトして暫定7番手に浮上し、ピットストップを終えたカルロス・サインツJr.（ルノー）が8番手、ニコ・ヒュルケンベルグ（ルノー）が9番手、ケビン・マグヌッセン（ハース）が10番手となる。そのうち、ハートレーは24周目、ガスリーは26周目に2回目のピットストップを行ないともに新品のスーパーソフトに履き替える。
29周目にサインツがストップ。これにより2度目のVSCが導入され、フォース・インディア勢はここでピットストップを済まる。中古のウルトラソフトに換えたペレスは、ルクレールの後方9番手でコースに復帰。すぐにオーバーテイクを果たして8番手に浮上する。しかし39周目にスローダウンしてピットに戻りリタイアとなってしまった。
先頭集団ではハミルトンがフロントタイヤのグリップ低下を訴えるが、ステイアウトとして順位アップを狙う。4番手ベッテルが3番手リカルドに猛攻を仕掛け、34周目でオーバーテイクに成功する。
3番手となったベッテルは39周目にはハミルトンも追い詰めてオーバーテイクに成功。だが、ベッテルもタイヤにバイブレーションを抱えながらの走行。ハミルトンはスーパーソフトのフィーリングが悪さに悩まされペースが上がらず、47周目でリカルドと競り合った際、タイヤをロックさせてターン1から3の間のコーナーでコースオフしリカルドに抜かれた。
ベッテルとハミルトンは47周目にピットに飛び込み、それぞれウルトラソフトに交換。これを見てフェルスタッペンもピットインしてスーパーソフトに交換し首位のままでコースに戻る。これで順位はフェルスタッペン-リカルド-ベッテル-ライコネン-ハミルトンとなった。
入賞圏内では7番手ヒュルケンベルグ、8番手ルクレール、9番手バンドーン、10番手マーカス・エリクソン（ザウバー）となり、11番手のハートレーはその後方でなかなか抜くことができない。
ガスリーはオコンに仕掛け一旦は押し出されるが、その翌周にオーバーテイクに成功。一方でハートレーには序盤のオコンとの接触で5秒加算ペナルティが科され、55周目にペースの速いガスリーを前に出す。
3番手ベッテルは2番手リカルドの後方に迫っていたとき、61周目にリカルドのリヤから白煙が上がり始め、62周目でストップ。リカルドはまたしてもトラブルでリタイアを余儀なくされてしまった。これで3度目のVSCとなり、タイヤに苦しんでいたボッタスはピットインしてハイパーソフトに交換する。
レースが再開されるとフェルスタッペンはエンジン出力を落とせというチームからの指示にもかかわらず自己ベストを更新し続ける走りで後続を寄せ付けず、そのまま71周を走り切り、シーズン2勝目を飾り、自身としては2連続、レッドブル勢としては5連続となるドライバーズ・オブ・ザ・デーに選出された。
2位は17秒離れてベッテル、3位は1ストップ作戦で49秒遅れのライコネン。ハミルトンは1分18秒遅れて4位のままフィニッシュし自身5度目のタイトル獲得を決めた。
ボッタスは5位。以下は1ストップで走り切ったドライバーが入賞となり、6位ヒュルケンベルグ、7位ルクレール、8位バンドーン、9位エリクソン。10位には2ストップ作戦で追い上げたガスリーが滑り込んだ。
この結果で今季のドライバーズランキングはハミルトンのワールドチャンピオン、ベッテルの2位、リカルドの6位が確定することとなった。また、コンストラクターズタイトルは確定には至らなかったものの、メルセデスが優位な状況であり、フェラーリも理論上逆転できる可能性を残している。

### 結果
| Pos.    | No. | ドライバー                 | コンストラクター                | 周回数 | タイム/リタイア原因 | Grid | Pts. |
| ------- | --- | -------------------------- | ------------------------------- | ------ | ------------------- | ---- | ---- |
| 1       | 33  | マックス・フェルスタッペン | レッドブル-タグ・ホイヤー       | 71     | 1:38:28.851         | 2    | 25   |
| 2       | 5   | セバスチャン・ベッテル     | フェラーリ                      | 71     | +17.316             | 4    | 18   |
| 3       | 7   | キミ・ライコネン           | フェラーリ                      | 71     | +49.914             | 6    | 15   |
| 4       | 44  | ルイス・ハミルトン         | メルセデス                      | 71     | +1:18.738           | 3    | 12   |
| 5       | 77  | バルテリ・ボッタス         | メルセデス                      | 70     | +1 Lap              | 5    | 10   |
| 6       | 27  | ニコ・ヒュルケンベルグ     | ルノー                          | 69     | +2 Laps             | 7    | 8    |
| 7       | 16  | シャルル・ルクレール       | ザウバー-フェラーリ             | 69     | +2 Laps             | 9    | 6    |
| 8       | 2   | ストフェル・バンドーン     | マクラーレン-ルノー             | 69     | +2 Laps             | 15   | 4    |
| 9       | 9   | マーカス・エリクソン       | ザウバー-フェラーリ             | 69     | +2 Laps             | 10   | 2    |
| 10      | 10  | ピエール・ガスリー         | トロ・ロッソ-ホンダ             | 69     | +2 Laps             | 20   | 1    |
| 11      | 31  | エステバン・オコン         | フォース・インディア-メルセデス | 69     | +2 Laps             | 11   |      |
| 12      | 18  | ランス・ストロール         | ウィリアムズ-メルセデス         | 69     | +2 Laps             | 17   |      |
| 13      | 35  | セルゲイ・シロトキン       | ウィリアムズ-メルセデス         | 69     | +2 Laps             | 19   |      |
| 14      | 28  | ブレンドン・ハートレイ     | トロ・ロッソ-ホンダ             | 69     | +2 Laps 1           | 14   |      |
| 15      | 20  | ケビン・マグヌッセン       | ハース-フェラーリ               | 69     | +2 Laps             | 16   |      |
| 16      | 8   | ロマン・グロージャン       | ハース-フェラーリ               | 68     | +3 Laps             | 18   |      |
| Ret     | 3   | ダニエル・リカルド         | レッドブル-タグ・ホイヤー       | 61     | パワーユニット      | 1    |      |
| Ret     | 11  | セルジオ・ペレス           | フォース・インディア-メルセデス | 38     | ブレーキ            | 13   |      |
| Ret     | 55  | カルロス・サインツ         | ルノー                          | 28     | サスペンション      | 8    |      |
| Ret     | 14  | フェルナンド・アロンソ     | マクラーレン-ルノー             | 3      | パワーユニット      | 12   |      |
| ソース: |     |                            |                                 |        |                     |      |      |

ファステストラップ
- バルテリ・ボッタス - 1:18.741 (65周目)

ラップリーダー
- 1-13=マックス・フェルスタッペン、14-17=セバスチャン・ベッテル、18-71=フェルスタッペン

追記
- ^1 - ハートレイはターン2でオコンと接触した責任を問われ、5秒ペナルティとペナルティポイント2点が加算された(合計6点)。5秒ペナルティをピットインで消化しなかったためレースタイムに5秒加算され、12位から14位に降格した[23][19]

## 第19戦終了時点のランキング
|  | 順位 | ドライバー                 | ポイント |
|  | ---- | -------------------------- | -------- |
|  | 1    | ルイス・ハミルトン         | 358      |
|  | 2    | セバスチャン・ベッテル     | 294      |
|  | 3    | キミ・ライコネン           | 236      |
|  | 4    | バルテリ・ボッタス         | 227      |
|  | 5    | マックス・フェルスタッペン | 216      |

|  | 順位 | コンストラクター          | ポイント |
|  | ---- | ------------------------- | -------- |
|  | 1    | メルセデス                | 585      |
|  | 2    | フェラーリ                | 530      |
|  | 3    | レッドブル-タグ・ホイヤー | 362      |
|  | 4    | ルノー                    | 114      |
|  | 5    | ハース-フェラーリ         | 84       |

- 注：ドライバー、コンストラクター共にトップ5のみ表示。